# Acaulospora excavata
Acaulospora excavata är en svampart som beskrevs av Ingleby & C. Walker 1994. Acaulospora excavata ingår i släktet Acaulospora och familjen Acaulosporaceae.   Inga underarter finns listade i Catalogue of Life.